# Grand Prix de l'Utah 2010
Le Grand Prix de l'Utah 2010 (officiellement appelé le 2010 Larry H. Miller Dealerships Utah Grand Prix), disputé sur le 21 juillet 2010 sur le circuit de Miller Motorsports Park est la quatrième manche de l'American Le Mans Series 2010.

## Qualifications
| Pos. | Classe | N° | Écurie                            | Pilote                | Temps        | Grille |
| ---- | ------ | -- | --------------------------------- | --------------------- | ------------ | ------ |
| 1    | LMP    | 1  | Patrón Highcroft Racing           | Simon Pagenaud        | 1:34.350     | 1      |
| 2    | LMP    | 8  | Drayson Racing                    | Jonny Cocker          | 1:34.886     | 2      |
| 3    | LMP    | 16 | Dyson Racing Team                 | Chris Dyson           | 1:34.909     | 3      |
| 4    | LMP    | 6  | Muscle Milk Team Cytosport        | Klaus Graf            | 1:34.948     | 4      |
| 5    | LMP    | 37 | Intersport Racing (en)            | Jon Field             | 1:35.379     | 5      |
| 6    | LMP    | 12 | Autocon Motorsports               | Tony Burgess          | 1:37.689     | 6      |
| 7    | LMPC   | 99 | Green Earth Team Gunnar           | Gunnar Jeannette      | 1:42.592     | 7      |
| 8    | LMPC   | 55 | Level 5 Motorsports               | Christophe Bouchut    | 1:42.802     | 8      |
| 9    | LMPC   | 52 | PR1/Mathiasen Motorsports         | Alex Figge (en)       | 1:43.115     | 9      |
| 10   | LMPC   | 8  | Intersport Racing (en)            | Kyle Marcelli         | 1:43.180     | 33     |
| 11   | LMPC   | 95 | Level 5 Motorsports               | Scott Tucker          | 1:44.901     | 10     |
| 12   | GT     | 62 | Risi Competizione                 | Gianmaria Bruni       | 1:47.667     | 11     |
| 13   | GT     | 01 | Extreme Speed Motorsports         | Johannes van Overbeek | 1:47.729     | 12     |
| 14   | GT     | 61 | Risi Competizione                 | Toni Vilander         | 1:23.067     | 34     |
| 15   | GT     | 45 | Flying Lizard Motorsports         | Jörg Bergmeister      | 1:47.921     | 13     |
| 16   | GT     | 92 | BMW Rahal Letterman Racing        | Tommy Milner          | 1:47.966     | 14     |
| 17   | GT     | 90 | BMW Rahal Letterman Racing        | Dirk Müller           | 1:47.970     | 15     |
| 18   | GT     | 4  | Corvette Racing                   | Olivier Beretta       | 1:48.022     | 16     |
| 19   | GT     | 3  | Corvette Racing                   | Johnny O'Connell      | 1:48.279     | 17     |
| 20   | GT     | 02 | Extreme Speed Motorsports         | Guy Cosmo             | 1:48.550     | 18     |
| 21   | GT     | 40 | Robertson Racing                  | David Murry           | 1:50.214     | 19     |
| 22   | GT     | 75 | Jaguar RSR                        | Ryan Dalziel          | 1:52.178     | 20     |
| 23   | GT     | 44 | Flying Lizard Motorsports         | Seth Neiman           | 1:53.732     | 21     |
| 24   | GTC    | 54 | Black Swan Racing                 | Jeroen Bleekemolen    | 1:54.641     | 22     |
| 25   | GTC    | 48 | Orbit Racing / Paul Miller Racing | Bryce Miller          | 1:54.953     | 23     |
| 26   | GTC    | 80 | Car Amigo - AJR                   | Luis Díaz             | 1:54.954     | 24     |
| 27   | GTC    | 88 | Velox Motorsports                 | Shane Lewis           | 1:55.128     | 25     |
| 28   | GTC    | 63 | TRG                               | Andy Lally            | 1:55.383     | 26     |
| 29   | GTC    | 32 | GMG Racing                        | James Sofronas        | 1:55.418     | 27     |
| 30   | GTC    | 69 | WERKS II Racing                   | Galen Bieker          | 1:55.432     | 28     |
| 31   | GTC    | 23 | Alex Job Racing                   | Romeo Kapudija (en)   | 1:55.616     | 29     |
| 32   | GTC    | 81 | Alex Job Racing                   | Butch Leitzinger      | 1:55.838     | 30     |
| 33   | GTC    | 28 | 911 Design                        | Doug Baron            | 1:57.952     | 31     |
| 34   | GTC    | 80 | Car Amigo - AJR                   | Pas de temps          | Pas de temps | 32     |

## Course
Voici le classement provisoire au terme de la course.

- Les vainqueurs de chaque catégorie sont signalés par un fond jauni.
- Pour la colonne Pneus, il faut passer le curseur au-dessus du modèle pour connaître le manufacturier de pneumatiques.

| Pos.   | Classe | N° | Écurie                            | Pilotes                                      | Châssis                                 | Pneus | Tours |
| Pos.   | Classe | N° | Écurie                            | Pilotes                                      | Moteur                                  | Pneus | Tours |
| ------ | ------ | -- | --------------------------------- | -------------------------------------------- | --------------------------------------- | ----- | ----- |
| 1      | LMP    | 1  | Patrón Highcroft Racing           | David Brabham Simon Pagenaud                 | HPD ARX-01C                             | M     | 91    |
| 1      | LMP    | 1  | Patrón Highcroft Racing           | David Brabham Simon Pagenaud                 | HPD 3.4 L V8                            | M     | 91    |
| 2      | LMP    | 8  | Drayson Racing                    | Paul Drayson Jonny Cocker Emanuele Pirro     | Lola B10/60                             | M     | 91    |
| 2      | LMP    | 8  | Drayson Racing                    | Paul Drayson Jonny Cocker Emanuele Pirro     | Judd GV5.5 S2 5.5 L V10                 | M     | 91    |
| 3      | LMP    | 6  | Muscle Milk Team Cytosport        | Greg Pickett Klaus Graf                      | Porsche RS Spyder Evo                   | M     | 91    |
| 3      | LMP    | 6  | Muscle Milk Team Cytosport        | Greg Pickett Klaus Graf                      | Porsche MR6 3.4 L V8                    | M     | 91    |
| 4      | LMP    | 37 | Intersport Racing (en)            | Jon Field Clint Field                        | Lola B06/10                             | D     | 88    |
| 4      | LMP    | 37 | Intersport Racing (en)            | Jon Field Clint Field                        | AER P32C 4.0 L V8 Turbo                 | D     | 88    |
| 5      | LMPC   | 55 | Level 5 Motorsports               | Scott Tucker Christophe Bouchut              | Oreca FLM09                             | M     | 86    |
| 5      | LMPC   | 55 | Level 5 Motorsports               | Scott Tucker Christophe Bouchut              | Chevrolet LS3 6.2 L V8                  | M     | 86    |
| 6      | LMPC   | 99 | Green Earth Team Gunnar           | Gunnar Jeannette Christian Zugel             | Oreca FLM09                             | M     | 85    |
| 6      | LMPC   | 99 | Green Earth Team Gunnar           | Gunnar Jeannette Christian Zugel             | Chevrolet LS3 6.2 L V8                  | M     | 85    |
| 7      | LMPC   | 52 | PR1/Mathiasen Motorsports         | Alex Figge (en) Max Hyatt                    | Oreca FLM09                             | M     | 85    |
| 7      | LMPC   | 52 | PR1/Mathiasen Motorsports         | Alex Figge (en) Max Hyatt                    | Chevrolet LS3 6.2 L V8                  | M     | 85    |
| 8      | LMPC   | 95 | Level 5 Motorsports               | Scott Tuker Andy Wallace                     | Oreca FLM09                             | M     | 85    |
| 8      | LMPC   | 95 | Level 5 Motorsports               | Scott Tuker Andy Wallace                     | Chevrolet LS3 6.2 L V8                  | M     | 85    |
| 9      | GT     | 62 | Risi Competizione                 | Jaime Melo Gianmaria Bruni                   | Ferrari F430 GTE                        | M     | 85    |
| 9      | GT     | 62 | Risi Competizione                 | Jaime Melo Gianmaria Bruni                   | Ferrari 4.0 L V8                        | M     | 85    |
| 10     | GT     | 92 | BMW Rahal Letterman Racing        | Bill Auberlen Tommy Milner                   | BMW M3 GT2                              | D     | 85    |
| 10     | GT     | 92 | BMW Rahal Letterman Racing        | Bill Auberlen Tommy Milner                   | BMW 4.0 L V8                            | D     | 85    |
| 11     | GT     | 3  | Corvette Racing                   | Jan Magnussen Johnny O'Connell               | Chevrolet Corvette C6.R                 | M     | 84    |
| 11     | GT     | 3  | Corvette Racing                   | Jan Magnussen Johnny O'Connell               | Chevrolet 5.5 L V8                      | M     | 84    |
| 12     | GT     | 90 | BMW Rahal Letterman Racing        | Dirk Müller Joey Hand                        | BMW M3 GT2                              | D     | 84    |
| 12     | GT     | 90 | BMW Rahal Letterman Racing        | Dirk Müller Joey Hand                        | BMW 4.0 L V8                            | D     | 84    |
| 13     | GT     | 45 | Flying Lizard Motorsports         | Jörg Bergmeister Patrick Long                | Porsche 911 GT3 RSR                     | M     | 84    |
| 13     | GT     | 45 | Flying Lizard Motorsports         | Jörg Bergmeister Patrick Long                | Porsche 4.0 L Flat-6                    | M     | 84    |
| 14     | GT     | 61 | Risi Competizione                 | Giancarlo Fisichella Toni Vilander           | Ferrari F430 GTE                        | M     | 84    |
| 14     | GT     | 61 | Risi Competizione                 | Giancarlo Fisichella Toni Vilander           | Ferrari 4.0 L V8                        | M     | 84    |
| 15     | GT     | 01 | Extreme Speed Motorsports         | Scott Sharp Johannes van Overbeek            | Ferrari F430 GTE                        | M     | 83    |
| 15     | GT     | 01 | Extreme Speed Motorsports         | Scott Sharp Johannes van Overbeek            | Ferrari 4.0 L V8                        | M     | 83    |
| 16     | GT     | 02 | Extreme Speed Motorsports         | Ed Brown Guy Cosmo                           | Ferrari F430 GTE                        | M     | 83    |
| 16     | GT     | 02 | Extreme Speed Motorsports         | Ed Brown Guy Cosmo                           | Ferrari 4.0 L V8                        | M     | 83    |
| 17     | GT     | 17 | Team Falken Tire (en)             | Bryan Sellers Wolf Henzler                   | Porsche 911 GT3 RSR                     | F     | 83    |
| 17     | GT     | 17 | Team Falken Tire (en)             | Bryan Sellers Wolf Henzler                   | Porsche 4.0 L Flat-6                    | F     | 83    |
| 18     | LMP    | 12 | Autocon Motorsports               | Bryan Willman Tony Burgess                   | Lola B06/10                             | D     | 82    |
| 18     | LMP    | 12 | Autocon Motorsports               | Bryan Willman Tony Burgess                   | AER P32C 4.0 L V8 Turbo                 | D     | 82    |
| 19     | GT     | 4  | Corvette Racing                   | Olivier Beretta Oliver Gavin                 | Chevrolet Corvette C6.R                 | M     | 82    |
| 19     | GT     | 4  | Corvette Racing                   | Olivier Beretta Oliver Gavin                 | Chevrolet 5.5 L V8                      | M     | 82    |
| 20     | GT     | 44 | Flying Lizard Motorsports         | Darren Law Seth Neiman                       | Porsche 911 GT3 RSR                     | M     | 81    |
| 20     | GT     | 44 | Flying Lizard Motorsports         | Darren Law Seth Neiman                       | Porsche 4.0 L Flat-6                    | M     | 81    |
| 21     | GTC    | 54 | Black Swan Racing                 | Tim Pappas Jeroen Bleekemolen                | Porsche 911 GT3 Cup                     | Y     | 80    |
| 21     | GTC    | 54 | Black Swan Racing                 | Tim Pappas Jeroen Bleekemolen                | Porsche 3.8 L Flat-6                    | Y     | 80    |
| 22     | GTC    | 63 | TRG                               | Henri Richard Andy Lally                     | Porsche 911 GT3 Cup                     | Y     | 80    |
| 22     | GTC    | 63 | TRG                               | Henri Richard Andy Lally                     | Porsche 3.8 L Flat-6                    | Y     | 80    |
| 23     | GTC    | 69 | WERKS II Racing                   | Robert Rodriguez Galen Bieker                | Porsche 911 GT3 Cup                     | Y     | 79    |
| 23     | GTC    | 69 | WERKS II Racing                   | Robert Rodriguez Galen Bieker                | Porsche 3.8 L Flat-6                    | Y     | 79    |
| 24     | GTC    | 88 | Velox Motorsports                 | Shane Lewis Jerry Vento                      | Porsche 911 GT3 Cup                     | Y     | 79    |
| 24     | GTC    | 88 | Velox Motorsports                 | Shane Lewis Jerry Vento                      | Porsche 3.8 L Flat-6                    | Y     | 79    |
| 25     | GTC    | 48 | Orbit Racing / Paul Miller Racing | Bryce Miller Luke Hines                      | Porsche 911 GT3 Cup                     | Y     | 78    |
| 25     | GTC    | 48 | Orbit Racing / Paul Miller Racing | Bryce Miller Luke Hines                      | Porsche 3.8 L Flat-6                    | Y     | 78    |
| 26     | GTC    | 28 | 911 Design                        | Loren Beggs Doug Baron                       | Porsche 911 GT3 Cup                     | Y     | 78    |
| 26     | GTC    | 28 | 911 Design                        | Loren Beggs Doug Baron                       | Porsche 3.8 L Flat-6                    | Y     | 78    |
| 27     | GT     | 40 | Robertson Racing                  | David Robertson Andrea Robertson David Murry | Ford GT-R Mk. VII                       | D     | 78    |
| 27     | GT     | 40 | Robertson Racing                  | David Robertson Andrea Robertson David Murry | Ford 5.0 L V8                           | D     | 78    |
| 28     | GTC    | 32 | GMG Racing                        | Bret Curtis James Sofronas                   | Porsche 911 GT3 Cup                     | Y     | 78    |
| 28     | GTC    | 32 | GMG Racing                        | Bret Curtis James Sofronas                   | Porsche 3.8 L Flat-6                    | Y     | 78    |
| 29     | GTC    | 23 | Alex Job Racing                   | Bill Sweedler Romeo Kapudija (en)            | Porsche 911 GT3 Cup                     | Y     | 77    |
| 29     | GTC    | 23 | Alex Job Racing                   | Bill Sweedler Romeo Kapudija (en)            | Porsche 3.28 L Flat-6                   | Y     | 77    |
| 30 DNF | LMP    | 16 | Dyson Racing Team                 | Chris Dyson Guy Smith                        | Lola B09/86                             | D     | 73    |
| 30 DNF | LMP    | 16 | Dyson Racing Team                 | Chris Dyson Guy Smith                        | Mazda MZR-R 2.0 L I4 Turbo (Isobutanol) | D     | 73    |
| 31 NC  | GT     | 75 | Jaguar RSR                        | Ryan Dalziel Marc Goossens                   | Jaguar XKRS                             | Y     | 57    |
| 31 NC  | GT     | 75 | Jaguar RSR                        | Ryan Dalziel Marc Goossens                   | Jaguar 5.0 L V8                         | Y     | 57    |
| 32 DNF | LMPC   | 89 | Intersport Racing (en)            | Kyle Marcelli Brian Wong                     | Oreca FLM09                             | M     | 21    |
| 32 DNF | LMPC   | 89 | Intersport Racing (en)            | Kyle Marcelli Brian Wong                     | Chevrolet LS3 6.2 L V8                  | M     | 21    |
| 33 DNF | GTC    | 80 | Car Amigo - AJR                   | Ricardo González Luis Díaz                   | Porsche 911 GT3 Cup                     | Y     | 5     |
| 33 DNF | GTC    | 80 | Car Amigo - AJR                   | Ricardo González Luis Díaz                   | Porsche 3.8 L Flat-6                    | Y     | 5     |
| DSQ    | GTC    | 81 | Alex Job Racing                   | Juan González Butch Leitzinger               | Porsche 911 GT3 Cup                     | Y     | 80    |
| DSQ    | GTC    | 81 | Alex Job Racing                   | Juan González Butch Leitzinger               | Porsche 3.8 L Flat-6                    | Y     | 80    |